# Juraj Bellan
Juraj Bellan (30 gennaio 1996) è un ciclista su strada slovacco che corre per il team Dukla Banská Bystrica.

## Palmarès

### Strada
- 2014 (Juniores)

Campionati slovacchi, Prova a cronometro Juniores
- 2017 (Dukla Banská Bystrica, una vittoria)

4ª tappa Grand Prix Chantal Biya (Sangmélima > Yaoundé)
- 2018 (Dukla Banská Bystrica, due vittorie)

2ª tappa Grand Prix Chantal Biya (Yaoundé > Nanga-Eboko)
Classifica generale Grand Prix Chantal Biya

#### Altri successi
- 2016 (Dukla Banská Bystrica)

7ª tappa Merida Cup (Sokolovce)
9ª tappa Merida Cup (Horny Kalnik)
Teplicka nad Vahom, cronosquadre
- 2017 (Dukla Banská Bystrica)

Tour de Volcano
- 2018 (Dukla Banská Bystrica)

Criterium di Trnava
Classifica generale Trnava Tour
Classifica scalatori Carpathian Couriers Race
Classifica giovani Grand Prix Chantal Biya
Spisska Nova Ves - Grajnar Hill Climb, cronoscalata
General Final Slovenske Pohar
- 2019 (Dukla Banská Bystrica)

Suchá nad Parnou
Bánovce nad Bebravou
Classifica sprint In the Steps of Romans
- 2020 (Dukla Banská Bystrica)

Classifica scalatori Tour de Serbie
- 2021 (Dukla Banská Bystrica)

3ª tappa Trnava Tour (Dubová pri Modre > Dubová pri Modre)

### Ciclocross
- 2012-2013

Ciclocross Bratislava # 1, Juniores
- 2013-2014

Ciclocross Svit, Juniores
Ciclocross Levoca, Juniores
Ciclocross Bratislava # 1, Juniores
Ciclocross Krupina, Juniores
Campionati slovacchi, Prova Juniores

## Piazzamenti

### Competizioni mondiali
- Campionati del mondo su strada

Toscana 2013 - Cronometro Juniores: 66º
Toscana 2013 - In linea Juniores: 60º
Ponferrada 2014 - In linea Juniores: 58º
Richmond 2015 - In linea Under-23: 101º
Innsbruck 2018 - Cronosquadre: 21º
Imola 2020 - In linea Elite: ritirato
- Campionati mondiali di ciclocross

Hoogerheide 2014 - Juniores: 21º
Valkenburg 2018 - Under-23: 51º

### Competizioni europee
- Campionati europei su strada

Olomouc 2013 - Cronometro Juniores: 57º
Olomouc 2013 - In linea Juniores: ritirato
Nyon 2014 - Cronometro Juniores: 60º
Nyon 2014 - In linea Juniores: ritirato
Tartu 2015 - In linea Under-23: 89º
Plumelec 2016 - Cronometro Under-23: 50º
Plumelec 2016 - In linea Under-23: ritirato
Herning 2017 - Cronometro Under-23: 41º
Herning 2017 - In linea Under-23: 125º
Zlín 2018 - In linea Under-23: 46º
Alkmaar 2019 - In linea Elite: ritirato
Trento 2021 - In linea Elite: ritirato
- Campionati europei di ciclocross

Mlada Boleslav 2013 - Juniores: 27º
Tabor 2017 - Under-23: 27º
- Giochi europei

Minsk 2019 - In linea Elite: 83º